# Lerchenberg (Bannewitz)
Der Lerchenberg ist eine Erhebung bei der Bannewitzer Ortschaft Börnchen unweit von Dresden im Erzgebirgsvorland in Sachsen.

## Lage und Umgebung
Der Lerchenberg erhebt sich drei Kilometer östlich von Rabenau (Sachsen) und zwei Kilometer südlich von Possendorf im unteren Osterzgebirge. Auf dem Gipfel des unbewaldeten Berges befindet sich ein Berggasthaus.

## Geologie
Der Lerchenberg befindet sich unmittelbar nördlich der Karsdorfer Verwerfung und gehört damit zu einem markanten Höhenzug, zu dem weiter östlich noch die Quohrener Kipse und der Wilisch gehören. Der Lerchenberg wird vor allem von Gneiskonglomeraten aus dem  Rotliegend  des Döhlener Beckens gebildet. Am Fuß des Berges gegen Oelsa finden sich auch die für das Erzgebirge typischen Gneise.

## Wege zum Gipfel
- Fahrstraße von Börnchen (Bundesstraße 170 bis Possendorf-Rundteil)
- Fußweg von Oelsa

## Aussicht
- Norden: Dresden, Windberg (Freital)
- Osten: Babisnauer Pappel, Sächsische Schweiz
- Süden: Osterzgebirge (Sattelberg/Špičák, Geisingberg, Luchberg, Kahleberg)
- Westen: Tharandter Wald (Landberg)